# Gerold Meyer von Knonau (storico)

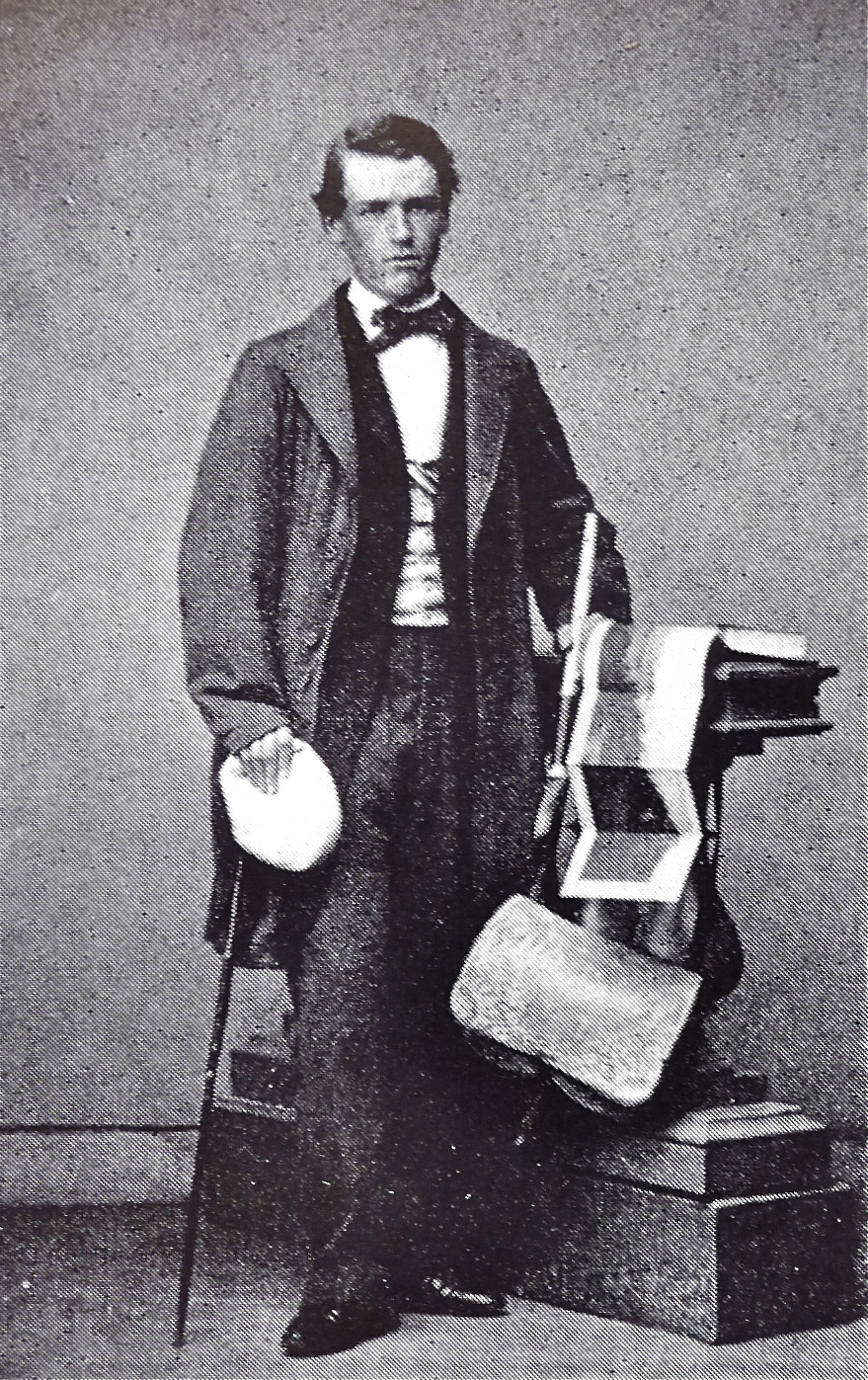
Gerold Meyer von Knonau da studente, intorno al 1865.

Gerold Meyer von Knonau (Zurigo, 5 agosto 1843 – Zurigo, 16 marzo 1931) è stato uno storico svizzero.

## Biografia
Gerold Meyer von Knonau era figlio di Gerold Meyer von Knonau, archivista di stato di Zurigo, e di Emmerentiana Cleopha Meyer, mentre suo nonno era lo statista Ludwig Meyer von Knonau. Il nome della famiglia deriva dalla fattoria di Knonau. Studiò storia prima a Zurigo con Max Büdinger e Georg von Wyss (1816–1893), dal 1863 al 1866 a Bonn con Heinrich von Sybel, poi a Berlino con Leopold von Ranke, Wilhelm Wattenbach e Philipp Jaffé e infine a Göttingen con Georg Waitz. A Zurigo conseguì il dottorato nel 1866 con una tesi suggerita da Büdinger sullo storico carolingio Nitardo. Nel 1867 completò anche la sua abilitazione a Zurigo. Nel 1870 divenne professore associato e dal 1872 al 1920 insegnò storia presso l'Università di Zurigo, e nel 1896/97 ne fu rettore. Da studente, Meyer era membro della confraternita studentesca Zofingia, dove fece amicizia con lo storico dell'arte Johann Rudolf Rahn. Meyer von Knonau morì senza figli nel marzo 1931.
Meyer von Knonau si occupò della storia antica di San Gallo, del cartulario dell'abbazia di Rheinau e del cronista Giovanni di Winterthur. Con Jakob Hermann Wartmann (1835–1929) Meyer von Knonau pubblicò e curò le fonti storiche di San Gallo nel 1870/71. Per conto della Commissione Storica dell'Accademia Bavarese delle Scienze, di cui era anche membro, scrisse gli Jahrbücher des deutschen Reiches riguardo Enrico IV e Enrico V. L'opera in sette volumi apparve come parte degli Jahrbücher des deutschen Reiches concepiti da Leopold von Ranke ed è, con 3344 pagine stampate e 5698 note a piè di pagina, il contributo individuale più ampio della collana. Gli Jahrbücher di Meyer von Knonau sono ancora considerati un'opera fondamentale per la storia degli eventi del tardo periodo salico. La sua opinione secondo la quale il fatto che l'umiliazione di Canossa fu una mossa intelligente da parte di Enrico IV in quanto costrinse il papa all'assoluzione, è ampiamente riconosciuto nella ricerca.

Meyer von Konau scrisse numerosi articoli per l'Allgemeine Deutsche Biographie. Nella Società svizzera di storia fu archivista dal 1874 al 1894 e presidente dal 1894 al 1922. Nel 1893 la Verein für Geschichte des Bodensees und seiner Umgebung lo nominò membro onorario. Nel 1914 fu eletto membro straniero dell'Accademia delle scienze di Gottinga.

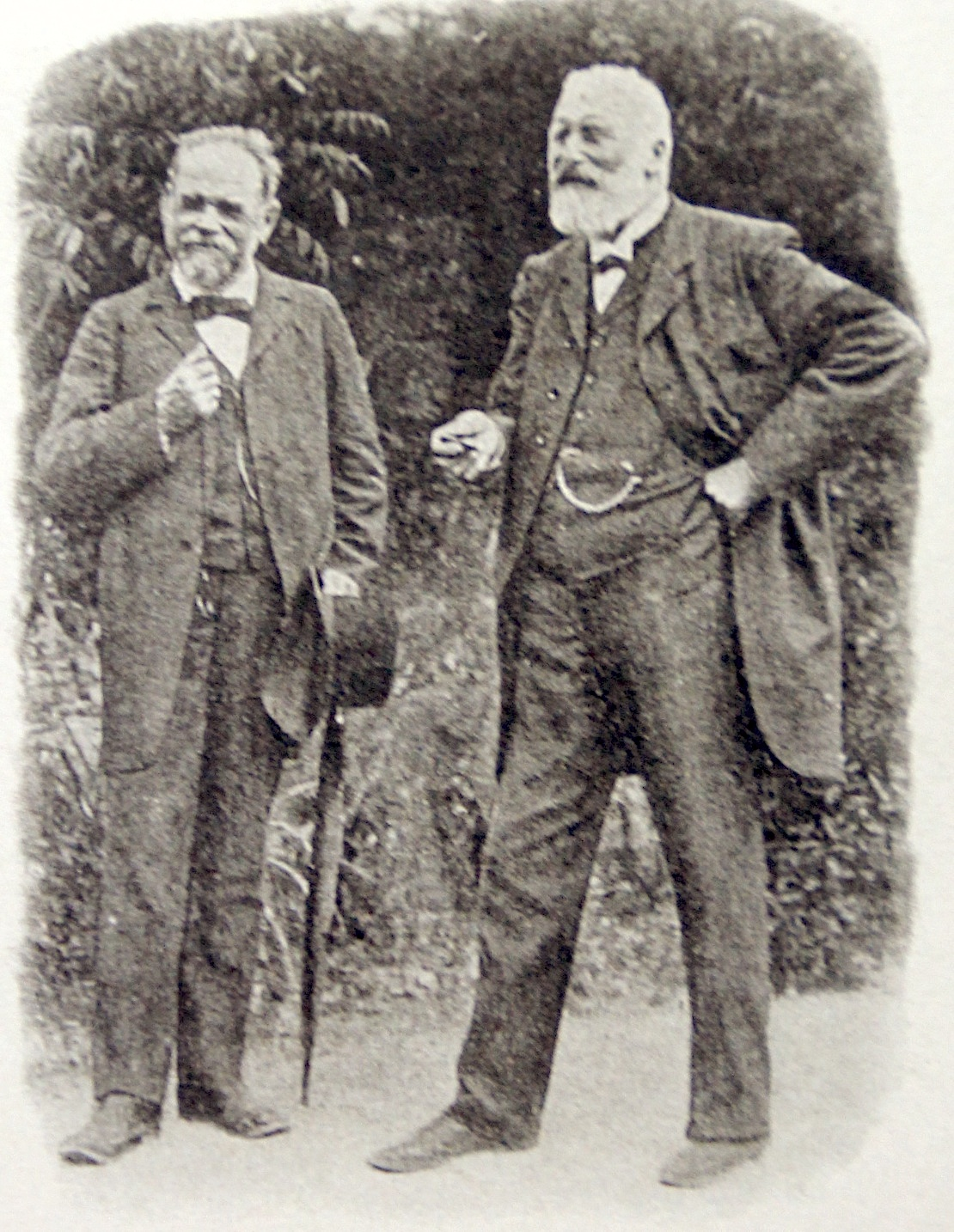
Meyer von Knonau (a sinistra) con Johann Rudolf Rahn intorno al 1905.

## Opere (selezione)
- Vita et Miracula sancti Galli. – Vita et Miracula sancti Otmari (= St. Gallische Geschichtsquellen. Bd. 1 = Mittheilungen zur vaterländischen Geschichte. Bd. 12), St. Gallen 1870.
- Ratperti Casus sancti Galli (= St. Gallische Geschichtsquellen. Bd. 2 = Mittheilungen zur vaterländischen Geschichte. Bd. 13), St. Gallen 1872.
- Ekkeharti (IV.) Casus sancti Galli (= St. Gallische Geschichtsquellen. Bd. 3 = Mittheilungen zur vaterländischen Geschichte. Bde. 15/16), St. Gallen 1877.
- Continuatio Casuum sancti Galli. – Conradi de Fabaria Continuatio Casuum sancti Galli (= St. Gallische Geschichtsquellen. Bd. 4 = Mittheilungen zur vaterländischen Geschichte. Bd. 17), St. Gallen 1879.
- Christian Kuchimeister’s Nüwe Casus Monasterii sancti Galli (= St. Gallische Geschichtsquellen. Bd. 5 = Mittheilungen zur vaterländischen Geschichte. Bd. 18), St. Gallen 1881.
- Jahrbücher des Deutschen Reiches unter Heinrich IV. und Heinrich V. 7 Bände, Duncker & Humblot, Leipzig 1890–1909 (ND Berlin 1964–1965; Digitalisat).
- Monachus Sangallensis (Notkerus Balbulus) De Carolo Magno (= St. Gallische Geschichtsquellen. Bd. 6 = Mittheilungen zur vaterländischen Geschichte. Bd. 36). St. Gallen 1920.
- Ekkehards IV. Casus sancti Galli nebst Proben aus den übrigen lateinisch geschriebenen Abteilungen der St. Galler Klosterchronik (= Die Geschichtschreiber der deutschen Vorzeit. Bd. 38). 3. Auflage. Leipzig 1925.